# Pseudoctenus meneghettii
Pseudoctenus meneghettii là một loài nhện trong họ Ctenidae.
Loài này thuộc chi Pseudoctenus. Pseudoctenus meneghettii được Lodovico di Caporiacco miêu tả năm 1949.